# Tenuiphantes retezaticus
Tenuiphantes retezaticus är en spindelart som först beskrevs av Ruzicka 1985.  Tenuiphantes retezaticus ingår i släktet Tenuiphantes och familjen täckvävarspindlar.
Artens utbredningsområde är Rumänien. Inga underarter finns listade i Catalogue of Life.